# Port lotniczy Addis Abeba
Port Lotniczy Addis Abeba - Bole (ang.: Bole International Airport, kod IATA: ADD, kod ICAO: HAAB) – największy port lotniczy Etiopii i trzeci w Afryce po Johannesburgu i Kairze. Lotnisko znajduje się w okolicy Bole, 6 km na południowy wschód od centrum Addis Abeby i 65 km na północ od Debre Zeit. Wcześniej znany był jako Haile Selassie I International Airport i jest głównym węzłem Ethiopian Airlines, narodowych etiopskich linii lotniczych, które obsługują połączenia po Etiopii i na całym kontynencie afrykańskim, a także połączenia bezpośrednie do Azji, Europy i Ameryki Północnej. Port lotniczy Bole jest również obsługiwany przez linie: BMI, Daallo Airlines, Djibouti Airlines, EgyptAir, Emirates, Fly Dubai, Gulf Air, Kenya Airways, KLM, Lufthansa, Saudi Arabian Airlines, Sudan Airways, Turkish Airlines i Yemenia. Qatar Airways i Oman Air ogłosiły plany rozpoczęcia usług w Addis Abebie w najbliższej przyszłości. Bole International Airport był widziany przez wielu przewoźników jako brama do Afryki, co czyni go potencjalnym łącznikiem z innymi częściami Afryki. Jest to hub dla wielu lokalnych lotów czarterowych. Jest również jednym z głównych ośrodków szkolenia pilotów i obsługi technicznej statków powietrznych w Afryce.
Port lotniczy Bole jest jednym z najbardziej ruchliwych lotnisk w Afryce z 3,4 mln pasażerów w 2009 roku. Aby zaspokoić rosnące natężenie ruchu, port lotniczy stał się trzecim co do wielkości lotniskiem w Afryce pod względem powierzchni. Do 2009 roku lotnisko stało się 5. portem lotniczym w Afryce pod względem ilości ładunku (1,4 mln ton). Taksówki z lotniska do Addis Abeby są dostępne. Lotnisko jest dobrze znane z surowych kontroli bezpieczeństwa przed wejściem na jego teren. Lotnisko jest w stanie pomieścić Airbusa A380-800.
W 2003 r. otwarto nowy międzynarodowy terminal pasażerski, jeden z największych na kontynencie. Odbyło to się wraz z zakończeniem budowy nowego pasa startowego o długości 3800. Lotnisko obsługuje około 100 startów i lądowań w ciągu jednego dnia i jest jednym z najszybciej rozwijających się portów lotniczych Afryki.

## Linie lotnicze i połączenia

### Kierunki rozkładowe
| Linia lotnicza     | Kierunek |
| ------------------ | --- |
| Air Algerie        | 1. Algier |
| Air Djibouti       | 1. Dżibuti |
| Badr Airlines      | 1. Chartum |
| EgyptAir           | 1. Kair |
| Emirates           | 1. Dubaj |
| Eritrean Airlines  | 1. Asmara 2. Assab |
| Ethiopian Airlines | 1. Abidżan 2. Abudża 3. Akra 4. Amman 5. Antananarywa 6. Arba Myncz 7. Asmara 8. Asosa 9. Ateny 10. Atlanta 11. Auasa 12. Aksum 13. Bahyr Dar 14. Bahrajn 15. Bamako 16. Bengaluru 17. Bangkok-Suvarnabhumi 18. Bangi 19. Pekin 20. Beira 21. Bejrut 22. Blantyre 23. Boosaaso 24. Brazzaville 25. Bruksela 26. Buenos Aires-Ezeiza 27. Bużumbura 28. Bulawayo 29. Kair 30. Kapsztad 31. Chengdu-Tianfu 32. Ćennaj 33. Chicago-O'Hare 34. Konakry 35. Kotonu 36. Kopenhaga 37. Dakar-Diass 38. Dammam 39. Dar es Salaam 40. Delhi 41. Dembidolo 42. Desje 43. Dhaka 44. Dyrie Daua 45. Dżibuti 46. Doha 47. Douala 48. Dubaj 49. Entebbe 50. Enugu 51. Frankfurt 52. Freetown 53. Gaborone 54. Gambela 55. Garoe 56. Genewa 57. Goba 58. Godie 59. Goma 60. Gonder 61. Guangzhou 62. Harare 63. Hargejsa 64. Hongkong 65. Humera 66. Stambuł 67. Dżakarta 68. Dżudda 69. Dżidżiga 70. Dżimma 71. Johannesburg 72. Dżuba 73. Kano 74. Karaczi 75. Kebri Dehar 76. Chartum 77. Kigali 78. Kilimandżaro 79. Kinszasa 80. Kisangani 81. Kuala Lumpur 82. Kuwejt 83. Lagos 84. Lalibela 85. Libreville 86. Lilongwe 87. Livingstone 88. Lomé 89. Londyn-Gatwick 90. Londyn-Heathrow 91. Luanda 92. Lubumbashi 93. Lusaka 94. Madryt 95. Mahé 96. Malabo 97. Manchester 98. Manila 99. Maputo 100. Marsylia 101. Maun 102. Medyna 103. Mekelie 104. Mediolan-Malpensa 105. Mogadiszu 106. Mombasa 107. Moroni 108. Moskwa-Domodiedowo 109. Mumbaj 110. Maskat 111. Nairobi 112. Ndżamena 113. Ndola 114. Newark 115. Nowy Jork-JFK 116. Niamey 117. Nosy Be 118. Oslo-Gardermoen 119. Wagadugu 120. Paryż-Charles de Gaulle 121. Pointe-Noire 122. Rijad 123. Rzym-Fiumicino 124. São Paulo-Guarulhos 125. Semera 126. Seul-Inczon 127. Szanghaj-Pudong 128. Szyrie 129. Singapur 130. Sztokholm-Arlanda 131. Tel Awiw 132. Tokio-Narita 133. Toronto-Pearson 134. Victoria Falls 135. Warszawa 136. Wiedeń 137. Waszyngton-Dulles 138. Windhuk 139. Jaunde 140. Zanzibar 141. Zurych |
| Flydubai           | 1. Dubaj |
| Flynas             | 1. Dżudda 2. Rijad |
| Gulf Air           | 1. Bahrajn |
| Jazeera Airways    | 1. Kuwejt |
| Jettime            | 1. Chartum |
| Kenya Airways      | 1. Nairobi |
| Qatar Airways      | 1. Doha |
| Royal Air Maroc    | 1. Casablanca |
| RwandAir           | 1. Kigali |
| Saudia             | 1. Dżudda 2. Rijad |
| Sudan Airways      | 1. Chartum |
| Turkish Airlines   | 1. Stambuł |
| Yemenia            | 1. Aden |

### Cargo
| Linia Lotnicza    | Kierunek |
| ----------------- | --- |
| Emirates SkyCargo | 1. Dubaj-Al Maktoum |
| Ethiopian Cargo   | 1. Akra 2. Ahmadabad 3. Antananarywa 4. Bengaluru 5. Bejrut 6. Bogota 7. Brazzaville 8. Bruksela 9. Bużumbura 10. Casablanca 11. Kair 12. Ćennaj 13. Chongqing 14. Kopenhaga 15. Delhi 16. Dhaka 17. Dżibuti 18. Dubaj 19. Enugu 20. Guangzhou 21. Hanoi 22. Hongkong 23. Hajdarabad 24. Dżakarta 25. Dżudda 26. Johannesburg 27. Chartum 28. Kigali 29. Kinszasa 30. Lagos 31. Liège 32. Londyn-Heathrow 33. Luksemburg 34. Maastricht Aachen 35. Meksyk-AFIA 36. Miami 37. Mediolan-Malpensa 38. Mumbaj 39. Nankin 40. Pointe-Noire 41. Santiago de Chile 42. São Paulo-Guarulhos 43. Urumczi 44. Saragossa |
| Saudia Cargo      | 1. Dżudda |
| Turkish Cargo     | 1. Stambuł |